# Muhammad Mian Soomro
Muhammad Mian Soomro (Karachi, 19 de agosto de 1950) é um banqueiro e político paquistanês, ex-primeiro-ministro do Paquistão.
A 18 de agosto de 2008, Soomro tornou-se Presidente interino da República, na sequência da resignação de Pervez Musharraf; ele assumiu este cargo na sua qualidade de Presidente do Senado.